# The Gold Brick (film 1913)
The Gold Brick è un cortometraggio muto del 1913 diretto da Charles H. France. Prodotto dalla e sceneggiato da W. Harvey King, il film aveva come interpreti Palmer Bowman, Maxwell Sargent, John Lancaster, Lillian Leighton, Lafayette McKee.

## Produzione
Il film fu prodotto dalla Selig Polyscope Company.

## Distribuzione
Distribuito dalla General Film Company, il film - un cortometraggio in una bobina - uscì nelle sale cinematografiche statunitensi il 19 giugno 1913.